# クエッタ
クエッタ  (Quetta、ウルドゥー語: کوئٹہ) は、パキスタンのバローチスターン州の州都である。2015年の人口は約360万人。クエッタという地名は、「城砦」という意味のパシュトー語「kwatta」が語源といわれる。また、クエッタはメロンなどの豊かな産地で「パキスタンの果樹園」としても名高い。アフガニスタンとの国境に近い谷に位置し、北西のカンダハールと道路によって結ばれている。

## 歴史

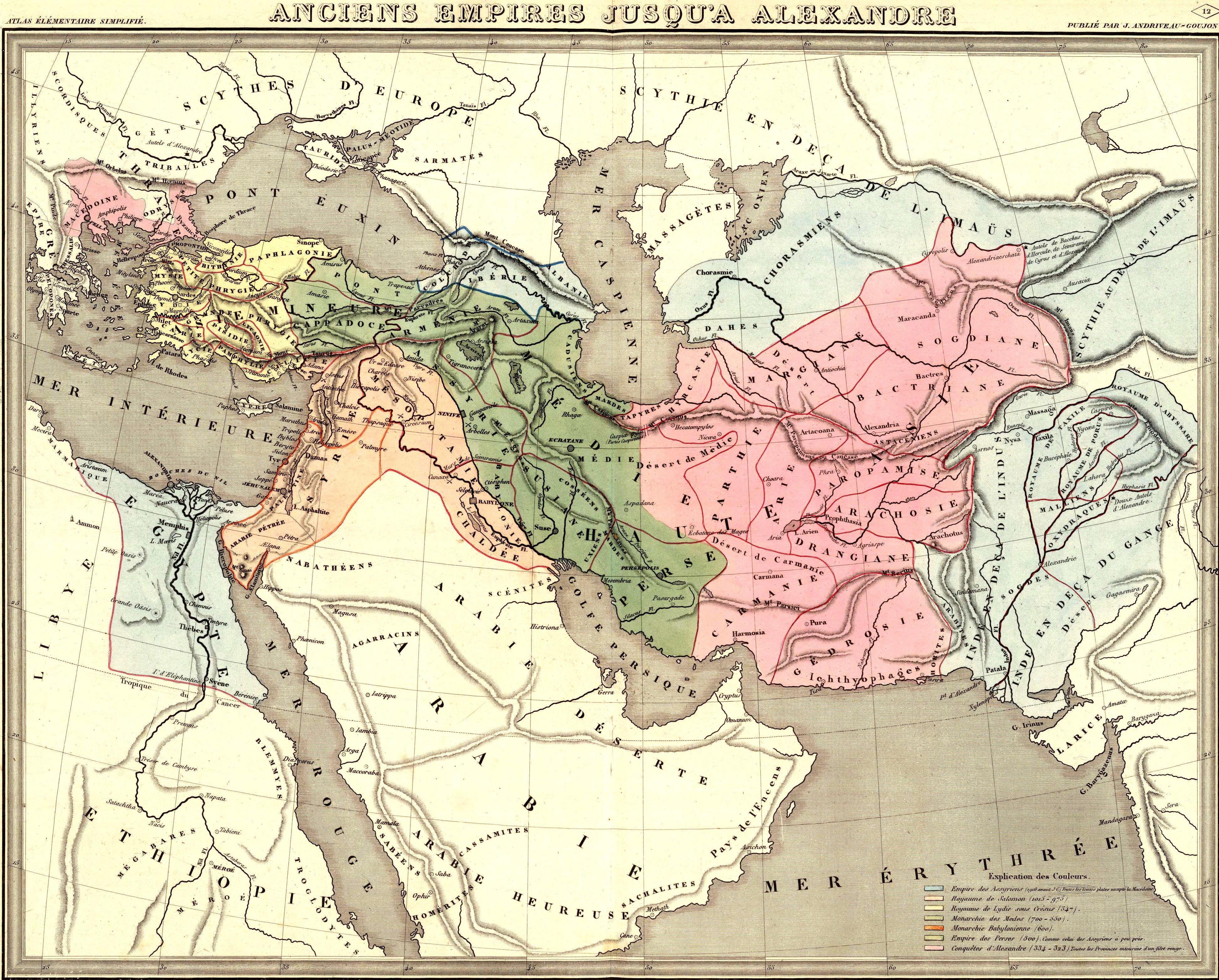
古代の帝国

旧石器時代にはクエッタに定住者が既に存在した。新石器時代（紀元前7000年から紀元前6000年）にはカチュヒ地区のメヘルガルに集落があった。銅器時代には交流を通して村が拡大した。Turbinellaやラピスラズリ、トルコ石や陶器が交換された。紀元前2500年（青銅器時代）までに、パキスタン・バロチスタン地方はインダス文明圏に入った。
11世紀、ガズナ朝のマフムード王が征服した。
1512年、カラトゥ・ハン国が砦を建てた。
1828年、初めて西洋人が訪れ、泥の砦を300の泥の家が囲んでいると述べた。
1839年、第一次アングロ・アフガン戦争でイギリスに征服された。1876年、完全にイギリスの支配下に入った。カジ・ムハンマド・エッサは初めてムスリム政党をバロチスタンに導入し、イギリスとの闘争を開始した。彼の父はパシュトゥーン人、母はハザーラ人であった。
1935年5月31日、大地震によってインフラのほとんどが破壊され約4万人が死亡した。
1947年、パキスタンは独立した。新設されたバロチスタン州の州都になった。バロチスタンはパキスタンで最も後進的な地域であったため、自由は大きく制限された。
1959年、アユーブ・ハーンがバロチスタン州を廃止した。ヤフヤ・ハーン、ムハンマド・ジア＝ウル＝ハクの独裁によって派閥主義が横行した。
1971年、州が復活し再び州都になった。
2024年11月9日、市内の駅構内で自爆テロが発生。兵士14人を含む26人が死亡。バルチスタン州の主要な分離独立勢力のひとつ、バルーチスターン解放軍（BLA）が犯行声明を出した。

## 交通
クエッタはパキスタンの西端にあるが、道路、鉄道、空路などの広い交通網によって外部と結ばれている。
- クエッタ国際空港

## 地理と気候
クエッタは3つの異なる山脈に囲まれた谷によって成り立っている。カラーチーの西、イスラマバードの南に位置する。
冬期には、最低気温は約-13˚Cであるのに対して、最高気温が20˚Cを越えることは滅多にない。降雪は1月ごろには普通に見られる。夏期の最高最低気温は、それぞれ40˚C および12˚Cである。国内の他地域とは異なり、クエッタにはモンスーンによる雨期がない。年中おおむね乾燥した気候である。

## 人口構成
1998年の国勢調査によれば、クエッタの人口は565,137人でパキスタンで9番目の都市である。住民の最多数派はパシュトゥーン人で、バローチ人とハザーラ人など多くの少数民族が居住している。そのため、パシュトー語、バローチ語、ペルシア語（ハザラ語方言）、ブラーフイー語、シンド語、パンジャーブ語、ウルドゥー語などがクエッタで話され、町には独特の多文化的雰囲気が醸し出されている。
クエッタは、アフガン戦争でイギリスによって支配されるまではカンダハールの郊外に過ぎなかった。ほとんどのバローチ系住民は、パキスタンが連邦制に移行しバローチスターン州が成立した1970年以降に移住した新住民である。クエッタは、それ以来バローチスタン州の州都となった。

## 文化
クエッタの住民は旅人に対する親切とホスピタリティで知られる。来客を歓待することは、彼らの文化において重要な礼儀である。ジンナー・ロードのメインバザールは、頭にターバンを巻いたパシュトゥーン人の商人、店の前に腰かけたハザーラ人の商人、赤い縁取りのある帽子をかぶったバローチ人の行商人、輸入物の布地を抱え裾の長い衣服をまとった遊牧民の女性などで溢れかえっている。

## 観光
クエッタは海外からも多くの観光客が訪れる観光名所でもある。クエッタ市内には、カンダハーリー・バザールなど多くのバザールがある。

## 治安
アフガニスタン国境に面した州の州都であるため、ターリバーンの残存勢力、パキスタン中央に自治拡大を要求する反政府勢力などが入り乱れているほか、宗派対立も加わり治安が悪化している。2011年10月6日には、クエッタ近郊のNATO軍補給所で、燃料輸送車40台が武装グループの襲撃を受け多数の車両が炎上、作業員1人が死亡した。また、同年12月30日には、元国会議員の家族の自宅前で車爆弾が爆発し、8人以上が死亡するテロが発生している。
2019年4月12日、クエッタの市場でハザーラ人を標的とした自爆テロが発生。20人以上が死亡、48人が負傷した。後日、パキスタン・ターリバーン運動の一派が、シーア派を対象にテロ攻撃を続けているラシュカレ・ジャングビと共同で行ったものとして犯行声明を発表した。